# Fred Gallagher
Fred Gallagher (Novembre 1968) è un fumettista statunitense o mangaka, come molti lo definiscono.
Egli, tuttavia, rifiuta il titolo di manga-ka, sostenendo di non essere ancora sufficientemente abile per meritarselo. Ad ogni modo, molti suoi fan lo considerano un artista. La sua opera più conosciuta è MegaTokyo.
È nato negli Stati Uniti e, nonostante sia stato più volte in Giappone, non parla correntemente il giapponese, contrariamente a quanto molti credono (probabilmente perché il suo alter ego in MegaTokyo, Piro, è capace di farlo).
Molto apprezzato per il suo disegno e per le sue trame, ha ricevuto spesso critiche per essere poco rispettoso delle scadenze.